# Jerry Siegel

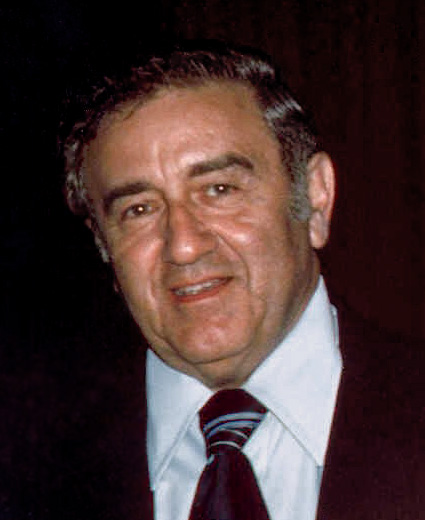
Jerry Siegel (1976)

Jerome „Jerry“ Siegel (geboren am 17. Oktober 1914 in Cleveland, Ohio; gestorben am 28. Januar 1996 in Los Angeles, Kalifornien) war ein US-amerikanischer Comicautor. Siegel wurde vor allem berühmt als Miterfinder der Comicfigur Superman. Er veröffentlichte auch unter den Pseudonymen Joe Carter, Jerry Ess und Herbert S. Fine.

## Leben und Werk

### Frühe Jahre
Siegel wurde 1914 als jüngstes Kind eines Paares litauisch-jüdischer Einwanderer geboren. Seine Jugend verbrachte Siegel in der Stadt Cleveland in Ohio, wo sein Vater, Mitchell Siegel, ein gelernter Schildmaler, ein Herrenbekleidungsgeschäft betrieb und später bei einem Überfall umkam. Siegel verarbeitete dieses Geschehen auch in seinen Comics.

### Die Erfindung von Superman

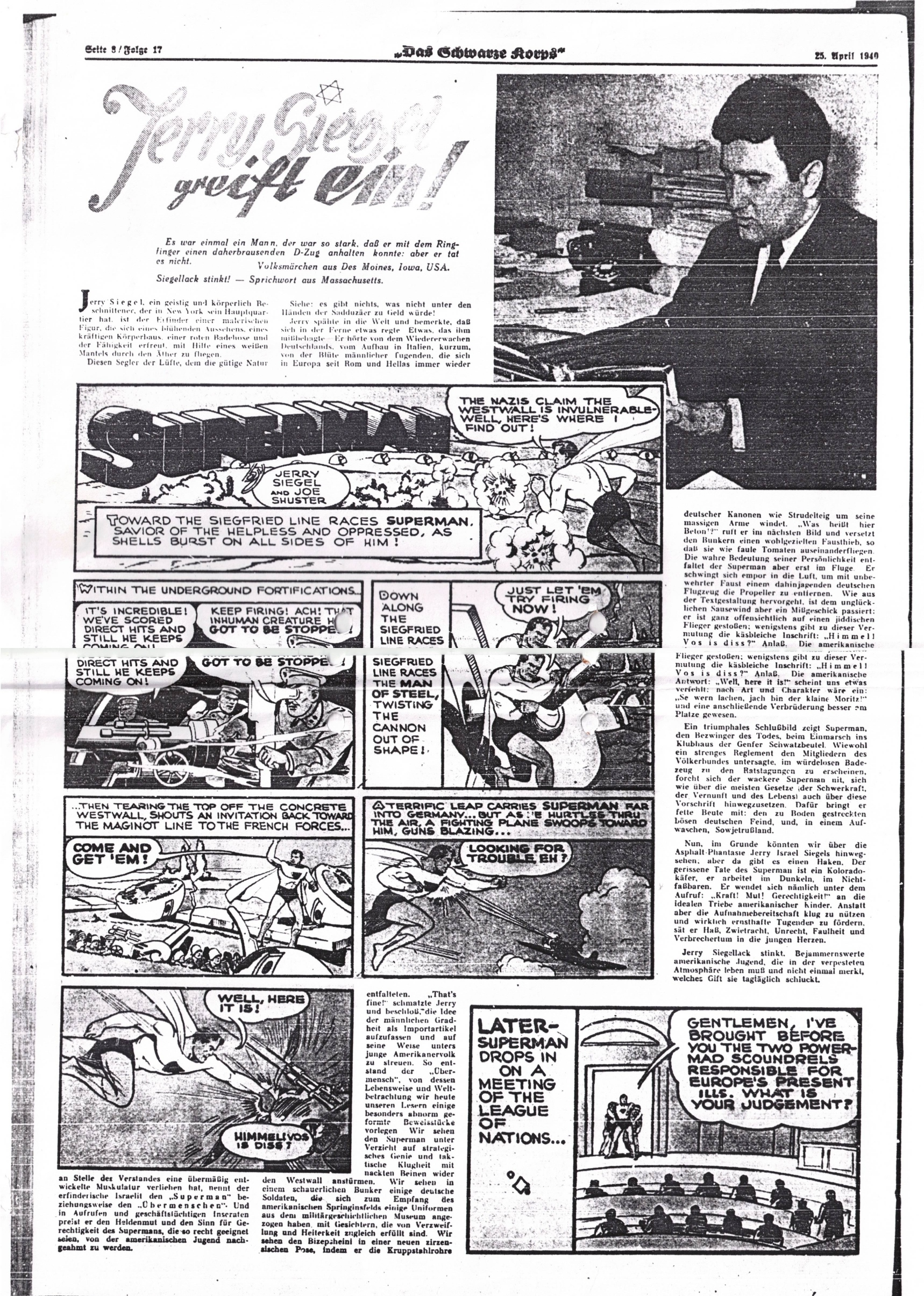
"Jerry Siegel greift ein", ein J. Siegel scharf angreifender Artikel aus der Ausgabe vom 25. April 1940 der Wochenzeitschrift Das Schwarze Korps, dem offiziellen Organ der deutschen nationalsozialistischen SS. Der Artikel, der zahlreiche antisemitischen Spitzen gegen Siegel enthält (man beachte z. B. den als Davidstern stilisierten i-Punkt in seinem Familiennamen in der Überschrift), erschien als Reaktion auf eine Kurzgeschichte, in der Jerry Siegel dem Gedankenspiel nachgegangen war, wie Superman, wenn er in der realen Welt leben würde, den einige Monate zuvor begonnenen Zweiten Weltkrieg beenden würde. (Siegels Antwort hatte dann gelautet, dass Superman ein unblutiges Ende erzwingen würde, indem er sich mit Hilfe seiner übermenschlichen Kräfte einfach der Personen Hitlers und Stalins bemächtigen, diese von den Kontrollhebeln ihrer Regime wegzerren und sie als seine Gefangenen vor den Rat des Völkerbundes in Genf (der Vorgängerorganisation der Vereinten Nationen (UNO)) schleppen würde).

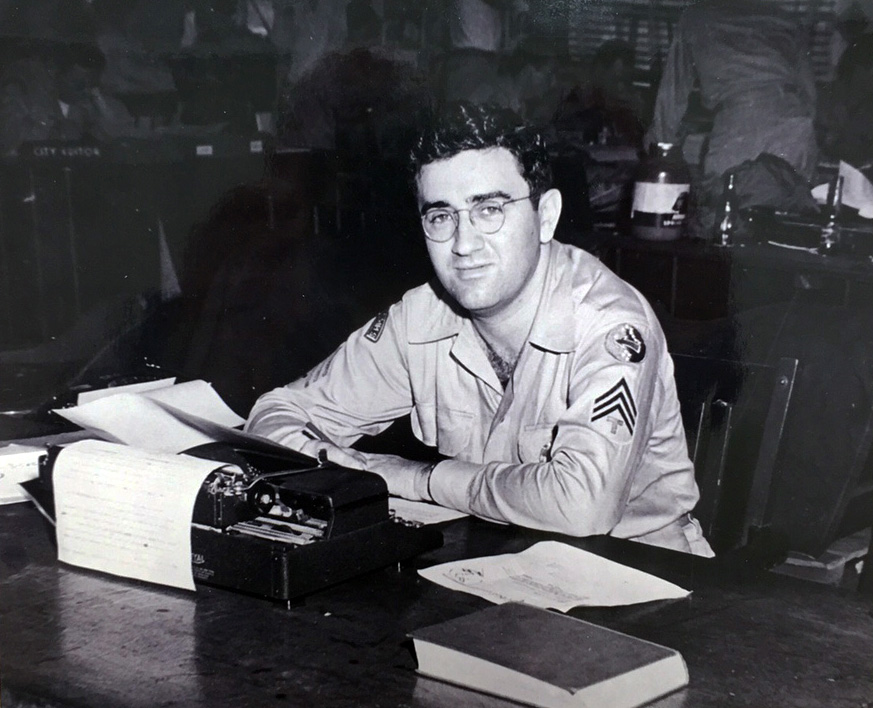
Siegel als Soldat auf Hawaii (um 1943)

Während seiner Schulzeit begann Siegel, sich als Schriftsteller zu versuchen. Gemeinsam mit seinem Mitschüler Joe Shuster, der sich hobbymäßig als Zeichner betätigte, begann er schließlich, für die Schülerzeitung The Torch zu arbeiten. Über den Umweg ihrer Arbeiten an The Torch entwickelten beide schließlich eine Art künstlerischer Partnerschaft, die sich vor allem in arbeitsteilig produzierten Science-Fiction-Geschichten niederschlug. Sie veröffentlichten diese in der gleichnamigen, im Selbstverlag publizierten Zeitschrift Science Fiction. Die Arbeitsteilung gestaltete sich dabei stets derart, dass Siegel Geschichten ersann, die er in ein Comicstrip fasste, das Shuster schließlich in schwarz-weiß gezeichnete Bilder übertrug. 1932 veröffentlichten beide in Science Fiction die Geschichte The Reign of the Superman, die von den Erlebnissen eines glatzköpfigen Schurken handelte, der über schier unerschöpfliche „mentale Kräfte“ wie Telepathie und Hypnose gebot. Den Namen Superman wählten die beiden in Anlehnung an das von dem deutschen Philosophen Friedrich Nietzsche in den 1880er Jahren geprägte Wort vom Übermenschen. Der Begriff Superman als englische Übersetzung des deutschen „Übermensch“ war dabei vor allem durch George Bernard Shaws Theaterstück Man and Superman popularisiert worden und hatte zu diesem Zeitpunkt im englischen Sprachraum bereits den Status eines geflügelten Wortes erlangt.
Ab 1934 versuchten Siegel und Shuster, ihre Superman-Idee – zunächst vergeblich – an verschiedene Verlage zu verkaufen: Nachdem sie dabei immer wieder auf Ablehnung gestoßen waren, begannen sie, das Konzept einer Generalüberholung zu unterziehen. Schließlich revidierten sie das Superman-Konzept dahingehend, dass sie diesen von einem mentalen in einen physischen Charakter transformierten: Anstatt überragender geistiger Kräfte gaben sie ihrer Figur nun mehr physische Kräfte, wie Superstärke, Supergeschwindigkeit und die Fähigkeit, gewaltige Strecken mit einem einzigen Satz zu überspringen. Ihre Vorbilder bei dieser Wandlung waren vor allem der biblische Samson und der griechische Heros Herakles. Darüber hinaus verwandelten sie ihre Figur von einem die Menschheit geißelnden Schurken in einen sie beglückenden altruistischen Wohltäter. Optisch wandelten sie den hageren Glatzkopf aus The Reign of the Superman in einen muskulösen Kraftprotz mit der athletischen Statur eines mythologischen Halbgottes.
1937/1938 gelang es ihnen schließlich, ihre Figur an den Verlag National Periodicals (später Detective Comics genannt) zu verkaufen, der zu dieser Zeit nach Material für die neue Serie Action Comics suchte. Für den Verkauf der Rechte an ihrer Figur erhielten sie 130 Dollar. Da National Periodicals unter großem Druck stand, genug Comic-Stoff zusammenzubekommen, um den zeitgerechten Start der Action Comics gewährleisten zu können – der für Mitte 1938 vorgesehen war –, entschloss sich Whitney Ellsworth, der Verlagsleiter, schließlich Siegel und Shusters Superman-Konzept, das bislang immer als „kindisch“ abgelehnt worden war, den Zuschlag zu geben und es zur Lead-Reihe der Action Comics zu wählen.
Die Veröffentlichung von Action Comics #1 bescherte der Serie schließlich – und überraschenderweise – einen gigantischen Erfolg, der, wie Marktanalysen zeigten, vor allem der Superman-Figur zu verdanken war. Siegel und Shuster produzierten fortan bis in die späten 1940er Jahre Superman-Geschichten für die Action Comics, für die 1940 gestartete eponyme Serie Superman und für die Serie World’s Finest Comics, die Superman sich mit seinem „Kollegen“ Batman teilte. In den 1930er und 1940er Jahren schuf Siegel – z. T. gemeinsam mit Shuster – weitere mehr oder weniger populäre Reihen für DC wie Slam Bradley, Doctor Occult, The Spectre oder Superboy.

### Zweiter Weltkrieg
Schon vor dem amerikanischen Eintritt in den Zweiten Weltkrieg tat Siegel – der sich, selbst jüdischer Abstammung, durch den Rassenkult der Nationalsozialisten persönlich verletzt fühlte – sich durch sein leidenschaftliches anti-nazistisches Engagement hervor, das er schließlich auch auf seine Arbeit übertrug. Eine Superman-Geschichte von 1940, in der der Superheld Hitler wegen seiner Vergehen vor das Gericht des Völkerbundes schleift, führte schließlich dazu, dass Siegel im nationalsozialistischen Deutschland zum Staatsfeind erklärt wurde: So nannte der NS-Propagandaminister Joseph Goebbels Siegels Schöpfung, Superman, in einer Radioansprache „einen Juden“, während die Wochenzeitung der SS, Das Schwarze Korps, in ihrer Ausgabe vom 25. April 1940 Siegel als „körperlich und geistig beschnittenen Israeliten“ attackierte.
Während des gesamten Krieges setzte Siegel – ab Ende 1941 mit offizieller Billigung durch die US-Regierung – seine Propagandatätigkeit gegen das NS-Regime und den japanischen Militärfaschismus kontinuierlich fort, indem er in seinen Superman-Geschichten zum Kauf von Kriegsanleihen, zum Sammeln von kriegsrelevanten Gütern und zum tätlichen Kampf gegen die Aggressor-Staaten aufrief.

### Nachkriegszeit
Nach dem Krieg setzte Siegel seine Arbeit an Superman zunächst fort. Ende der 1940er Jahre überwarf er sich schließlich – wie auch Shuster – mit DC Comics aus finanziellen Gründen. Er zog sich daher von der Arbeit an der Superman-Figur zurück. 
Bis in die 1970er Jahre schrieb Siegel noch als freischaffender Autor für andere Comicverlage, z. B. in den 1970er Jahren Superheldengeschichten für Marvel Comics und Disney Comics für den italienischen Verlag Mondadori.
Nachdem Siegel im Alter zunehmend verarmt war, erhielt er schließlich ab 1975 von Time Warner, dem Mutterkonzern des DC-Verlages, eine Jahresrente von 38.000 US-Dollar. Der Konzern entschied sich zu diesem Zugeständnis, da das Bekanntwerden, dass der Schöpfer der Superman-Figur in bedrängten finanziellen Verhältnissen lebte, obwohl seine Schöpfung dem Time-Warner-Konzern jährlich viele Millionen Dollar an Profiten in die Kasse spülte, massive Proteste bei den Lesern und Machern der Superman-Comics hervorgerufen hatte.
Im Jahr 1993 erlebte Siegel es noch mit, dass der DC-Verlag seine Superman-Figur in der vielbeachteten „The Death of Superman“-Storyline im Kampf gegen ein Ungeheuer aus dem Weltall namens „Doomsday“ (vorübergehend) sterben ließ. Siegel versicherte den Autoren und Zeichnern der verschiedenen Superman-Comicserien um Dan Jurgens, die die vielteilige Geschichte, die im Tod von Siegels Figur kulminierte (und die nachfolgende Storyline „World without a Superman“), produziert hatten, dass er es ihnen nicht verübeln würde, dass sie seine Erfindung „getötet“ hatten, sondern dass er als Autor unbedingtes Verständnis dafür hätte, dass sie diesen Schritt getan hatten, weil dieser großes kreatives Potential in Hinblick, auf die Fragen, wie der nahezu unbezwingbare Held besiegt werden würde und welche Folgen sein Tod haben würde, in sich bergen würde und dass es für jeden kreativ Schaffenden reizvoll sein müsse, diese Fragen in Geschichten, die ihnen nachgehen, zu erkunden.